# まいど豊
まいど 豊（まいど ゆたか、本名：前田 豊〈まえだ ゆたか〉、1965年12月14日 - ）は、兵庫県出身の俳優。1989年劇団東京ヴォードヴィルショー入団。所属事務所はUAM株式会社。三谷幸喜作品の常連である。

## 出演

### テレビドラマ
- あすなろ白書
- 花王 愛の劇場 おひさまがいっぱい
- はぐれ刑事純情派
- ショムニ
- バースデイ〜こちら椿産婦人科〜（1999年） - 岩谷明弘 役
- 救命病棟24時 第2シリーズ 4話 三宅（スポーツ新聞の記者）役
- ナースのお仕事3 2話 ラーメン屋の店員 役
- 大河ドラマ
  - 毛利元就（1997年）
  - 新選組!（2004年） - 谷三十郎 役
  - 平清盛（2012年5月13日 - ）
  - 八重の桜（2013年） - 商人 役
  - 真田丸（2016年） - 明智光秀の使者 役
  - 西郷どん（2018年） - 尾田栄作の父 役
- 古畑任三郎 『古畑任三郎 VS SMAP』（1999年） - 丸山 役
- スーパー戦隊シリーズ（テレビ朝日系列・東映）
  - 未来戦隊タイムレンジャー 第38話 (2000年11月12日) - 映画プロデューサー役
  - 特命戦隊ゴーバスターズ 第9話（2012年4月22日） - 丸山役
- 金曜ナイトドラマ ああ探偵事務所
- はみだし刑事情熱系
  - 第6シリーズ（2002年） - 前田明光 役
  - 第7シリーズ（2003年） - 高田祐三 役
- NHK金曜時代劇 人情とどけます
- NHK月曜ドラマシリーズ ハチロー 母の詩 父の詩
- 仮面ライダー響鬼　三十二之巻　(2005年9月18日、テレビ朝日)　- 警官 役
- Ns'あおい
- ウルトラマンメビウス（2006年 - 2007年、TBS） - マル補佐官秘書 役
- 白線流し　大河内渉が勤める工場のイヤな先輩役
- 刑事部屋
- クニミツの政 第9話
- 会いたかった 〜向井亜紀・代理母出産という選択〜（2007年3月2日、フジテレビ）
- 松本清張・最終章 わるいやつら 第8話（2007年3月9日、テレビ朝日）
- 探偵学園Q 第9話（2007年8月28日、日本テレビ） - 中村 役
- ヘルプ!
- NHK土曜時代劇 陽炎の辻〜居眠り磐音 江戸双紙〜
- 恋の奇跡
- タクシードライバーの推理日誌
- 冬の運動会
- 生きる
- ジョーカー 許されざる捜査官 第4話（2010年8月3日、フジテレビ系列） - 内村店長 役
- 渡る世間は鬼ばかり 最終シリーズ 第20話（2011年3月10日、TBS） - 銀行員 役
- IS〜男でも女でもない性〜（2011年7月 - 9月、テレビ東京系列） - 江藤次男 役
- 高校生レストラン 最終話（2011年7月2日、日本テレビ系列） - 企業採用担当者 役
- 相棒（テレビ朝日系列・東映）
  - season10 第6話「ラスト・ソング」（2011年11月23日） - 山口 役
  - season13 第5話「最期の告白」（2014年11月12日） - 大久保弘明 役
  - Season20（2021年） - 新島敏夫 役
  - Season23（2024年） - 尾澤勝臣 役
- 新・警視庁捜査一課9係 season3 第9話（2011年8月31日、テレビ朝日系列・東映）
- 明日の光をつかめ2 第39,44話（2011年8月、東海テレビ、フジテレビ系列） - 松沼 役
- 水戸黄門第43部 第12話「忠義に揺らぐ親子の絆 -亀山-」（2011年10月10日、TBS / C.A.L） - 与力 役
- 水曜ミステリー9（テレビ東京）
  - 「多摩南署たたき上げ刑事・近松丙吉9 見知らぬ死体」（2012年1月25日）
  - 「森村誠一サスペンス・刑事の証明5〜人間の十字架」（2013年2月13日） - 北欧インテリア店長 役
- 金曜プレステージ（フジテレビ）
  - 「赤い霊柩車30 龍野武者行列殺人事件」（2012年9月28日・10月5日） - 野川茂 役
  - 「検事・霞夕子5 幻の罪」（2013年12月13日） - 小菅光晴 役
- お助け屋☆陣八 第1・2話（2013年1月10日・17日、読売テレビ、日本テレビ系列） - 山田教授 役
- Woman 第7話（2013年8月14日、日本テレビ系列） - 小島翼 役
- SMOKING GUN〜決定的証拠〜 第1話（2014年4月9日、フジテレビ系列） - 元木英輔 役
- 月曜ゴールデン
  - 「赤かぶ検事奮戦記 京都転勤篇5」（2015年2月2日、TBS） - 牛島晋平 役
- 土曜ワイド劇場（テレビ朝日）
  - 「広域警察6」（2015年6月27日） - 熊本県警天草中央警察署刑事・井出 役
  - 「おかしな刑事 居眠り刑事とエリート女警視の父娘捜査12」（2015年7月25日） - 木村新 役
  - 「広域警察8」（2017年1月14日） - 神奈川県警管理官・岡林良一（鶴見辰吾）の20年前の同僚刑事・山本 役
- プラチナエイジ（2015年） - 磯谷信也 役
- 花咲舞が黙ってない 第2シリーズ 第7話（2015年8月19日、日本テレビ系列） - 竹内和義 役
- ドラマスペシャル 家政婦は見た!（2015年） - 日枝刑事 役
- ドクター調査班〜医療事故の闇を暴け〜 第4話（2016年5月13日、テレビ東京） - 神谷長一郎 役
- 警視庁捜査一課9係 season11第9話「コスプレ殺人」（2016年6月1日） - 雑誌記者・武田公彦 役
- 連続テレビ小説 とと姉ちゃん（2016年9月、NHK） - 日本家庭電器の社員 役
- とげ (小説)（2016年） - 岬俊介 役
- 大富豪同心（2019年） - 廣國屋惣次郎
- 歪んだ波紋（2019年、NHK・BSプレミアム） - 柴山淳 役
- お花のセンセイ 第2弾（2021年12月23日、テレビ朝日） - 警察官 役
- 無用庵隠居修行 第6作（2022年） - 高木宗八郎 役
- 特捜9 final season 第9話（2025年6月4日、テレビ朝日） - えいごう商事社員 役[1]

### ラジオドラマ
- FMシアター（NHK-FM）
  - 『リーチ』（2024年12月7日） - 松原 役[2]

### ウェブドラマ
- 特命係長 只野仁 AbemaTVオリジナル2（2017年 - 2018年、AbemaTV） - 徳山正夫（電王堂企画部長） 役

### 映画
- ナースのお仕事 ザ・ムービー（2002年） - 小野浩 役
- KEEP ON ROCKIN'
- 石岡タロー（2023年）- 毎朝新聞支局長 役

### オリジナルDVD
- ウルトラマンメビウス外伝 アーマードダークネス（2008年） - マル補佐官秘書 役

### 舞台
- 竜馬の妻とその夫と愛人（2000年）
- その場しのぎの男たち（2003年、2013年、2023年）- 津田三蔵  役（2003年版）、青木周蔵 役（2023年版）
- 雪やこんこん（2021年）[3]

### その他
- 大マジカル頭脳パワー!!スペシャル「マジカルミステリー劇場」（1991年）